# Ptak (Kołoczek)
Ptak – skała na wzniesieniu Kołaczyk w miejscowości Kroczyce w województwie śląskim, w powiecie zawierciańskim, w gminie Kroczyce. Wzniesienie Kołaczyk należy do tzw. Skał Kroczyckich i znajduje się w obrębie rezerwatu przyrody Góra Zborów na Wyżynie Częstochowskiej.
Ptak to wapienna skała znajdująca się w lesie na wschodnim stoku Kołaczyka, w pobliżu skał Wielki Dziad i Skała z Damskimi Ryskami. Ma kształt słupa o wysokości do 16 m i pionowych, miejscami przewieszonych ścianach. Jest 15 dróg wspinaczkowych o trudności od IV do VI.4+ w skali Kurtyki, większość z nich jest trudna. Wszystkie drogi są obite ringami (r) i mają stanowiska zjazdowe (st). Skała Ptak cieszy się dużą popularnością wśród wspinaczy skalnych.
Ptak I
1. Kursowy filarek; IV, 2r +st

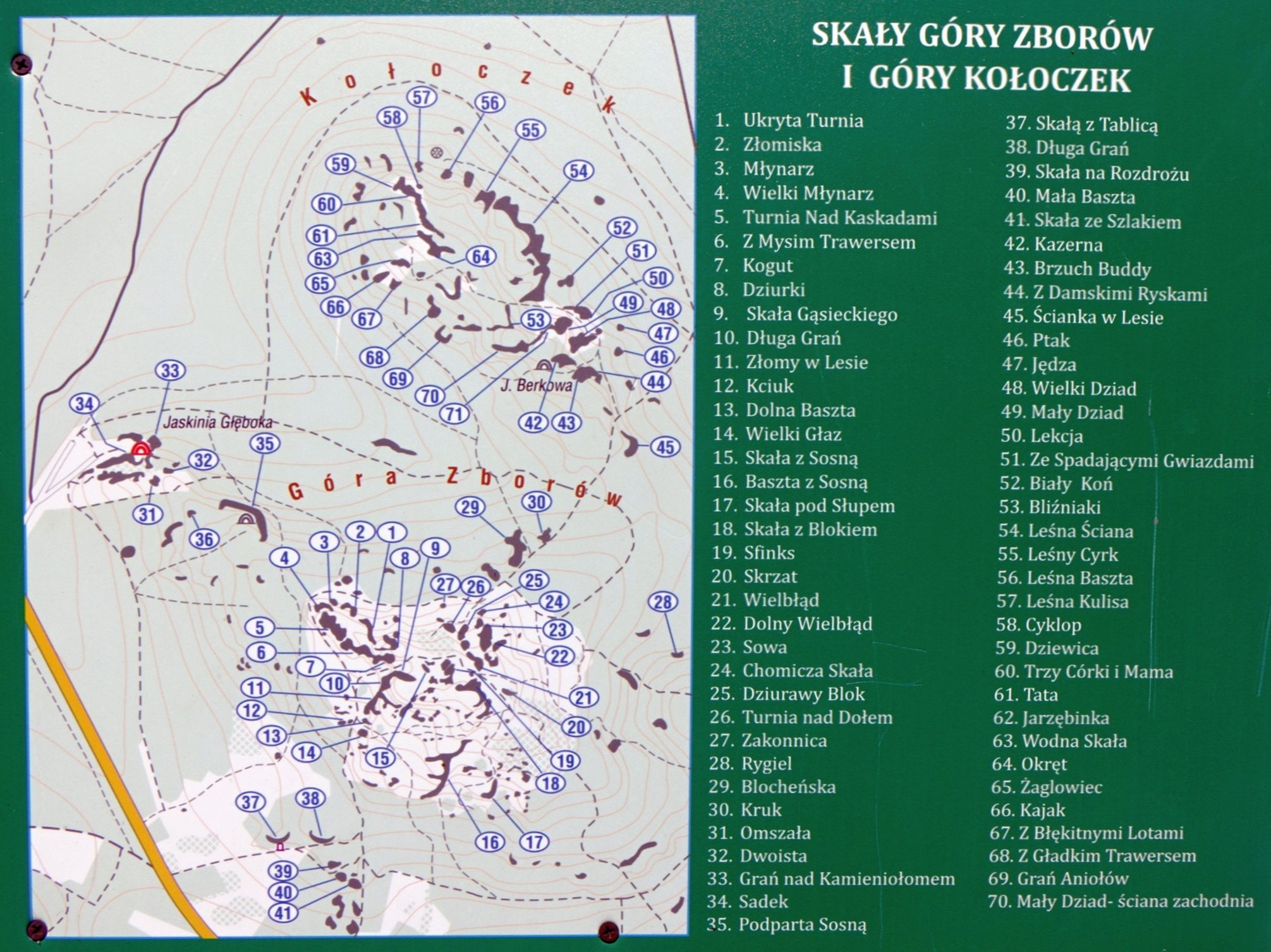
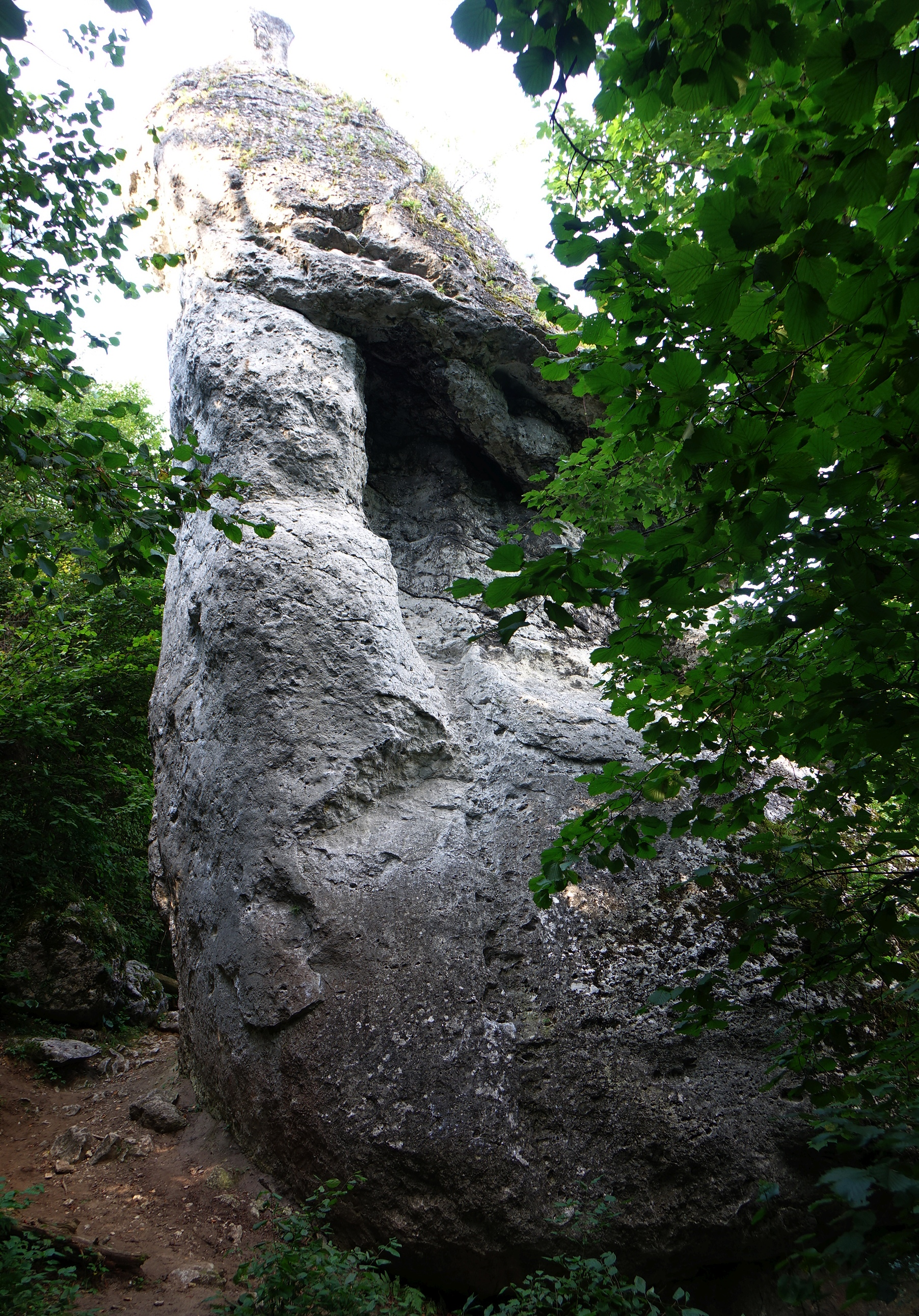
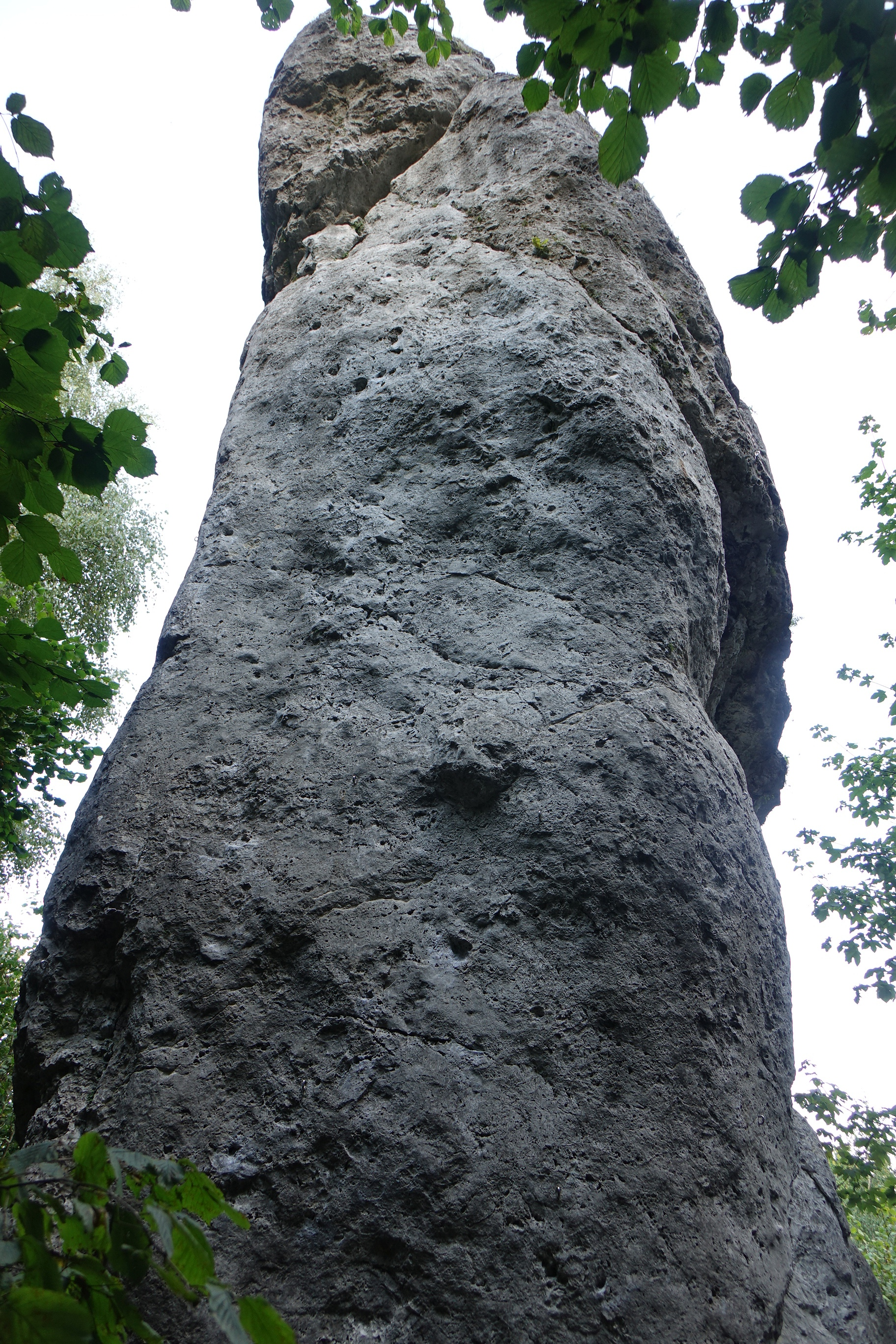
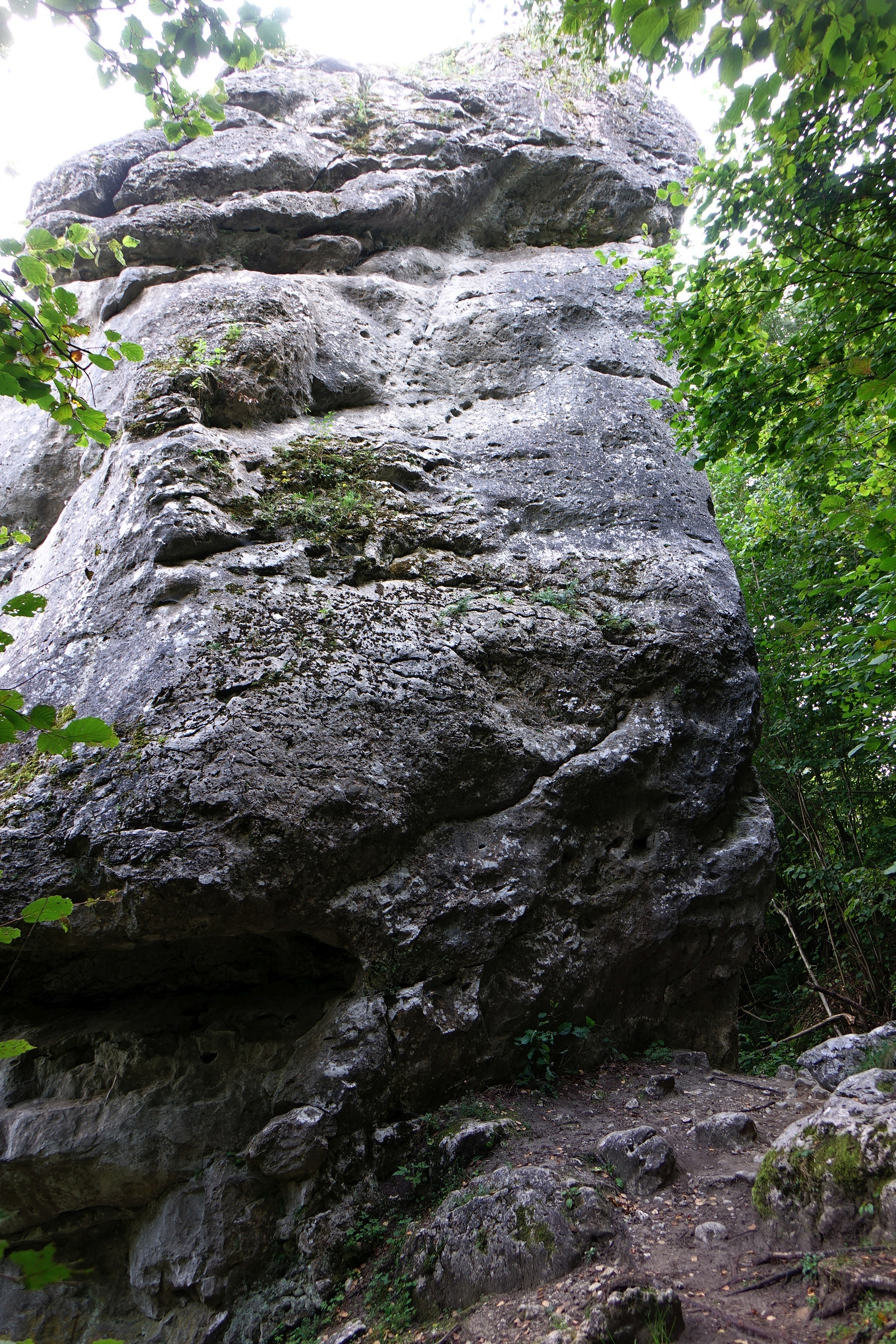

2. Martwy ptak wprost; VI.2+, 4r + st
3. Martwy ptak; VI.1, 4r + st
4. Ptasiek; VI-, 3r + st
5. Heniówka; VI.1, 4r + st
6. Kurnik; V, 3r + st
7. Czerwona orkiestra; VI.2,
8. Nietoperz; VI+/1, 6r + st

Ptak II
1. Kubanka; VI.4; 5r + st
2. Płomień zachodu; VI.4/4+, 5r + st
3. Przygody szalonego żołnierzyka; VI.3+/4, 4r + st
4. Diagonala lewa; IV, 3r
5. Garuda; VI.1, 7r + st
6. Diagonala prawa; V+, 7r + st
7. Droga wejściowa; V-, 4r[4].

Pomiędzy skałami Ptak i Jędza znajduje się jaskinia o nazwie Awen między Babą a Ptakiem.